# Битва при Варданакерте
Битва у Варданакерта (арм. Վարդանակերտի ճակատամարտ; декабрь 702 г.) — сражение между военными силами Арабского халифата и лидеров Первого восстания Армении. Одна из ключевых битв в истории противостояния Армении арабскому владычеству. В её ходе были сформированы условия для последующего разрастания Первого восстания Армении (703—705 годы).

## Предыстория
Жестокая политика Абд ал-Малика в завоеванных странах серьёзно отличалась от политического курса халифов VII столетия, которые часто давали особые грамоты феодалам, церкви и городам, обеспечивая их традиционные или наследственные права. Тяжёлое положение в начал VIII века усугублялось ещё и тем, что сбор подушной подати с христиан осуществлялся самым строгим образом.
Арабские власти в Армении не хотели признавать наследственных прав армянских нахараров и, по словам армянского летописца Гевонда, "придумывал злобные средства к истреблению в земле нашей нахарарского сословия с его всадниками". Абу Шайх Ибн Абдаллах слыл коварным и злым человеком. Он арестовывал и заключал в оковы армянских князей, и даже ишхан Армении Смбат VI Багратуни и католикос Саак Дзоропореци были высланы в Дамаск. Правитель начал религиозные гонения. Именно при нём был казнён Давит Двнаци, известный мученик в армянской средневековой литературе (в армянском синаксарии ему посвящено 31 марта).
Возмутившись злодеяниями правителя, Смбат Багратуни (по возвращении из Дамаска) созвал к себе на совет Смбата, сына Ашота, Варда, сына Теодороса Рштуни, своего брата Ашота и других вельмож. На соборе нахараров Смбат и другие князья совещались о путях спасения от гнета халифата, но, не найдя никакого разумного выхода, решились отправиться в страну ромеев, в надежде получить помощь.
Совет проходил, вероятнее всего, во владениях Багратидов в Коговите. После совещания нахарары вместе со своими всадниками перешли границы области Улео с юго-восточной стороны горы Арарат и достигли села Акори. Войско арабов, в количестве 8 000 войнов, находившееся в Нахиджеване, преследовало их. Нахарары продолжали путь вверх по долине реки Аракс, перешли реку и остановились лагерем в селе Варданакерт. Армянские князья обратились к арабам, напомнив, что они не намерены восстать, а желают только оставить страну, но арабы не хотели слышать о переговорах.

## Битва
Войско армян насчитывало менее двух тысяч, но сильный декабрьский мороз помогал им и они смело напали на сынов пустыни. Арабы бросились к реке Аракс, которая в то время замёрзла, но лед не выдержал и потопил бежавших арабов. Гевонд сообщает:

«…Князья армянские, укрепив улицы местечка, расставили всюду стражу до рассвета, а сами, проведя ночь в бдении и молитве, просили у Творца всего сущего помощи Его всесильной десницы, и молили Его судить нелицемерно их и неприятелей. На рассвете, тотчас по совершении утреннего богослужения, роздано было святое причастие и достойные причастились плоти и крови Господней, считая это последнею необходимою заботою о ce6е. Укрепив силы свои кратковременной трапезой, они разделились на отряды, устроились в ряды, и завязалась битва. Тогда сам Всевышний подал помощь войску армянскому, которого хотя было менее 2000, но оно многих неприятелей предало лезвию меча. Дни стояли очень холодные; усиленный напор холодного ветра препятствовал войскам Исмаила показать своё обычное мужество, тем более, что они всю ночь не слезали с коней и с рассветом уже подверглись ударам меча. Те, которые избегли меча, бросились на реку Аракс, которая в то время замерзла, по случаю страшных морозов. Но когда много собралось их на льду, лед обрушился и потопил с собою всех тех, которые избежали смерти от меча. Только некоторые в числе 300, обратившись в бегство, искали спасения и убежища у княгини Шушанны.»

Та самая княгиня Шушан (вероятнее всего, из рода Камсараканов) укрыла у себя раненых беглецов. Она уговорила пощадить их жизни. По сообщению летописца, она перевязала их раны и отправила к халифу.

## После битвы
После битвы армянские вельможи разделились: Смбат и Ашот перешли в византийские владения и успешными переговорами смогли убедить империи подать руку помощи армян, в том случае, как Смбат Арцруни, Вард Рштуни и другие вернулись в свои владения и начали войну против захватчиков. В начале и в середине января 703 года арабы потерпели поражения соответственно в битвах у селении Гуканк (провинция Васпуракан, гавар Рштуник) и в гаваре Вананд (у Карса). К концу месяца последовала ещё одно поражение арабов, на сей раз у Еревана. Власть арабских наместников была практически ликвидирована, особенно в свете того, что Византия перешло в наступление с стороны Киликии и в 704 году добилась нескольких серьёзных побед против арабов.
Ситуация поменялось не в пользу армян только в 705 году, когда перешедшие в наступление уже в Арминии византийские войска и присоединившийся к ним армянская армия, по вине малодушия имперских солдат, которые просто подались в бегство в самом начале сражения, в битвe у селения Драшпет (у Карса) потерпела от арабов серьезное поражение. По словам Гевонда:

«…Соединившись с полководцем греческим, Смбат прибыл в область Вананд к селу Драшпет и там расположился лагерем. Махмет, военачальник Исмаильтян, узнавши об этом, собрал войско с большою поспешностью, и вышел против соединившихся полководцев. Сошедшиеся два неприятельских войска устремились друг на друга в боевом порядке, и грянула битва.
Тогда гнев Божий постиг войско греческое: упали духом люди воюющие; они бросились бежать в укрепленные свои лагери. Неприятель преследовал их и произвел страшное кровопролитие между греками, которые потеряли более чем 5 000 ратников; остальные принуждены были бежать из страны нашей. Махмет, собрав своё войско, возвратился в город Двин»

После этого арабы захватили города Нахичеван и Джуха. В создавшихся условиях армяне вынуждены были пойти на переговоры, в результате которых I восстание Арминии закончилась. И хотя де-юре статус армян не поменялся, но де-факто после этих событии арабы существенно ограничили свою репрессивную политику по отношению к армянскому населению.